# Teresa Claramunt

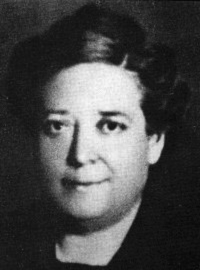
Teresa Claramunt (1910)

Teresa Claramunt Creus (* 4. Juni 1862 in Sabadell; † 11. April 1931 in Barcelona) war eine spanische Feministin, Anarchistin und Syndikalistin. 

## Leben
Claramunt war als Arbeiterin in der Textilindustrie tätig. In Sabadell gründete sie eine anarchistische Affinitätsgruppe, die von den Ideen Fernando Tarrida del Mármols beeinflusst war. Mit diesem nahm sie 1883 an einem siebenwöchigen Streik teil, der die Einführung des Achtstundentages zum Ziel hatte.
Im Oktober 1884 war Claramunt eine der Gründerinnen der allgemeinen Sektion der anarcho-kollektivistischen Arbeiterinnen von Sabadell. 1892 gehörte sie zu den Gründerinnen der ersten feministischen Organisation Spaniens, der Sociedad Autónoma de Mujeres de Barcelona.
1893 wurde Claramunt, gemeinsam mit vielen bekannten Anarchisten, festgenommen, nachdem im Gran Teatre del Liceu mehrere Bomben explodiert waren. Nach einem Bombenanschlag auf die Fronleichnamsprozession in Barcelona im Juni 1896, der den Anlass für eine Repressionswelle gegen die anarchistische Bewegung bot, wurde sie erneut inhaftiert und schwer misshandelt. Seitdem litt sie unter gesundheitlichen Einschränkungen. Obwohl für kein Vergehen verurteilt, verbannte man sie bis 1898. Sie lebte in dieser Zeit in Frankreich und England, wo sie als Weberin arbeitete.
Claramunt veröffentlichte Texte in zahlreichen anarchistischen Zeitschriften (u. a. La Revista Blanca). 1901 gehörte sie zu den Gründerinnen der anarchistischen Wochenzeitung El Productor. 1903 veröffentlichte sie die Schrift La mujer. Consideraciones sobre su estado ante las prerrogativas del hombre (Die Frau. Betrachtungen über ihren Stand im Bezug auf die Privilegien des Mannes.). Hier forderte sie eine Angleichung der Löhne zwischen Männern und Frauen und machte einen Mangel an Bildung für die gesellschaftliche Stellung der Frauen verantwortlich. Sie plädierte für die Selbstbefreiung der Frau. 1907 bis 1908 leitete sie die anarchistische Wochenzeitung El Rebelde.
In Folge der Ereignisse der Tragischen Woche in Barcelona wurde sie im August 1909 erneut inhaftiert und anschließend nach Saragossa verbannt. Dort setzte sie sich für den Eintritt der lokalen Gewerkschaften in die Confederación Nacional del Trabajo (CNT) ein, welcher 1911 erfolgte. Im selben Jahr wurde sie nach einem Generalstreik wieder inhaftiert. Diesmal blieb sie vier Jahre in Haft, in denen sich ihr Gesundheitszustand zunehmend verschlechterte.
1924 kehrte sie nach Barcelona zurück. Aufgrund einer fortschreitenden Lähmung konnte sie nun nicht mehr an politischen Aktivitäten teilnehmen. Teresa Claramunt starb am 11. April 1931. 